# IDLE (Python)
IDLE是Python的集成开发环境，從1.5.2b1版開始，就以Python作為預設的執行語言。“IDLE”代表“Integrated Development and Learning Environment”（集成开发与学习环境）。在许多Linux发行版中，IDLE可以作为Python软件包的一部分选择安装。IDLE使用Python与Tkinter GUI工具包（Tcl/Tk的包裝函式）编写。IDLE的设计目的是在教育环境中供初学者使用，因而相较于其他IDE，它的功能较为简单。

## 软件界面
打开IDLE后，会出现一个增强的交互解释器窗口，它具有比基本的命令行shell更多的功能。

### 功能
根据自带的README文件，IDLE的主要功能有：
- 多窗口的文本编辑器，有含语法高亮功能的Python shell、自动补全、智能缩进等功能。
- 集成调试器，其具有持久断点、单步调试和查看变量以及函数调用栈的监视功能。

## 命名
Python的设计者吉多·范罗苏姆称IDLE代表“Integrated Development and Learning Environment”（集成开发与学习环境）。因为他根据英国电视剧《蒙提·派森的飛行馬戲團》（Monty Python's Flying Circus）为Python命名，所以IDLE这个名字很可能也是为了致敬巨蟒剧团的创始人之一，埃里克·艾德尔（Eric Idle）。